# The Jinxs
The Jinxs est un groupe allemand de pop, originaire de Mellendorf.

## Histoire
The Jinxs se sont formés début 1989 à Mellendorf, dans la région de Wedemark, près de Hanovre. Le nom du groupe The Jinxs est inspiré par le morceau Jinx de Peter and the Test Tube Babies.
Après des succès locaux dans la région de Wedemark, le groupe atteint en 1991 une certaine popularité dans la région de Hanovre en se produisant au Capitol et au Musiktheater Bad. En 1993, ils sortent leur premier album, Move, en auto-distribution et se font connaître au-delà de la région, notamment grâce à une tournée en Russie avec les groupes Atoll (RUS) et Terry Hoax et à la victoire au concours Hannover muckt auf du Bild. En 1994, ils signent un contrat avec EMI Music Publishing. En 1997, le single Stars (de l'album Whatever They Say) sort sur Sony Music, et est le plus grand succès commercial du groupe, avec une 64e place dans les charts allemands. Ces années représentent l'apogée du groupe, avec des apparitions au Hurricane Festival en 1997 ou au Taubertal-Festival en 1998.
En 1999, le groupe se sépare une première fois, mais après deux ans de pause, The Jinxs se retrouvent en 2001 et donnent un concert de retour au Capitol. D'autres concerts suivent, notamment au festival Deichbrand. Le 16 novembre 2012, leur dernier grand concert (concert d'adieu) a lieu au Capitol de Hanovre, le groupe souhaitant se séparer définitivement (comme en 1999). Le 2 décembre 2017, le groupe reprend cependant la tradition des concerts de Noël, traditionnellement donnés au Blues Garage (Isernhagen). Le 22 mars 2019, le groupe donne un concert d'anniversaire à l'occasion de ses 30 ans d'existence devant environ 1 000 spectateurs au Capitol.

## Discographie
- 1993 : Move (album ; SPV, puis enola)
- 1995 : M.I. Young (album ; SPV, puis enola)
- 1996 : Stars (single ; enola)
- 1997 : Whatever They Say (album ; enola, puis Sony Music)
- 1997 : Move (album ; enola)
- 1999 : 89.98 (compilation ; enola)
- 2001 : Coming Home – Live aus dem Capitol Hannover
- 2004 : Infected (album ; Nuturn)
- 2005 : Get Infected – Live (album)
- 2009 : Sun and Lightning (album)
- 2010 : Sun and Lightning (album, inkl. drei Bonustracks; MIG Music)